# Veliki Šenj
Veliki Šenj (cyr. Велики Шењ) – wieś w Serbii, w okręgu szumadijskim, w mieście Kragujevac. W 2011 roku liczyła 329 mieszkańców.